# Nukleazy
Nukleazy – enzymy przecinające wiązania fosfodiestrowe w kwasach nukleinowych. Wykazują różne stopnie specyficzności wobec substratu, mogą działać wyłącznie na jeden rodzaj kwasu nukleinowego (np. rybonukleazy, deoksyrybonukleazy), również niewybiórczo na oba z nich. Ich szczególnym przypadkiem są restryktazy, wykazujące wysoką specyficzność dla określonej sekwencji nukleotydów w DNA, przecinające nić wyłącznie w tym miejscu lub w jego pobliżu.
Większość nukleaz można podzielić na dwa typy:
- egzonukleazy – odcinają nukleotydy z końców nici kwasu nukleinowego;
- endonukleazy – przecinają kwas nukleinowy wewnątrz jego nici.